# Ludzie mroku
Ludzie mroku – polski niemy film fabularny (dramat) z 1923 roku. Obraz nie zachował się do dnia dzisejszego.

## Fabuła
Fabuła filmu znana jest z materiałów reklamowych. Obraz traktuje o zemście malarza na człowieku, który przed wielu laty zabił jego ojca, wygnał go wraz z matką, sfałszował dokumenty tożsamości i pozbawił majątku. W filmie ukazano pogoń i walkę na dachach wysokich warszawskich kamienic, skok z mostu do Wisły i wyczyny psa-wodołaza.

## Obsada
- Maria Karen
- Loda Narska
- Jerzy Sienkiewicz - Wrzosek
- Paweł Faut-Mirecki
- Aleksander Maniecki
- Jerzy Jabłoński
- Norris - detektyw